# Inuit Ataqatigiit
L'Inuit Ataqatigiit (en groenlandès: Comunitat del Poble; IA) és un partit socialista democràtic i independentista de Groenlàndia. L'actual president és el també Primer Ministre Múte Bourup Egede.

## Història
Fundat com a organització al 1976, l'IA nasqué arran de l'increment del radicalisme entre els joves inuits sota sobirania de Dinamarca durant els anys setanta, situats inicialment a l'extrema esquerra, tot i la posterior moderació progressiva. Transformat com a partit al 1978, no va aconseguir entrar al primer Parlament de Groenlàndia al 1979. Tanmateix, l'exitosa campanya en el referèndum per la sortida de la CEE i les seves posicions crítiques des de l'esquerra amb el govern de Siumut, van provocar un fort augment de suport per a les eleccions de 1983, obtenint dos escons.
En endavant, el partit creixeria de manera constant i formaria part de governs de coalició liderats per Siumut, i a partir de 2001 obté de manera ininterrompuda un escó al Folketing danès.
Al 2009 obtindria per primera vegada la victòria a les eleccions generals, amb els millors resultats històrics amb 14 diputats. El president del partit Kuupik Kleist esdevindria així el primer PM de Groenlàndia que no era membre de Siumut des de 1979. Kleist impulsaria un govern de coalició en una legislatura estable amb Demokraatit i els independents Associació de Candidats.
Tanmateix, a les següents eleccions perdrien suport electoral, passant de nou a l'oposició. De 2016 a 2018 formarien part del govern de coalició del tercer gabinet de Kim Kielsen, però es mantindrien a l'oposició en la següent legislatura.
Més recentment, tornarien a guanyar a les eleccions generals de 2021, impulsant un govern de coalició amb el president del partit i PM Múte Bourup Egede, el qual faria especial èmfasi en el procés d'independència de l'illa.

## Resultats electorals

### Parlament de Groenlàndia (Inatsiartut)
| Any  | Vots   | %    | Escons  | ±   | Pos. | Govern             |
| ---- | ------ | ---- | ------- | --- | ---- | ------------------ |
| 1979 | 813    | 4,4  | 0 / 21  | Nou | 4t   | Extraparlamentari  |
| 1983 | 2.612  | 10,6 | 2 / 26  | 2   | 3r   | Oposició           |
| 1984 | 2.732  | 12,1 | 3 / 25  | 1   | 3r   | Coalició           |
| 1987 | 3.823  | 15,3 | 3 / 26  | =   | 3r   | Coalició (1987-88) |
| 1987 | 3.823  | 15,3 | 3 / 26  | =   | 3r   | Oposició (1988-91) |
| 1991 | 4,848  | 19,4 | 5 / 27  | 2   | 3r   | Coalició           |
| 1995 | 5.180  | 20,3 | 6 / 31  | 1   | 3r   | Oposició           |
| 1999 | 6.214  | 22,1 | 7 / 31  | 1   | 3r   | Coalició (1999-01) |
| 1999 | 6.214  | 22,1 | 7 / 31  | 1   | 3r   | Oposició (2001-02) |
| 2002 | 7.244  | 25,3 | 8 / 31  | 1   | 2n   | Coalició (2002-03) |
| 2002 | 7.244  | 25,3 | 8 / 31  | 1   | 2n   | Oposició (2003)    |
| 2002 | 7.244  | 25,3 | 8 / 31  | 1   | 2n   | Coalició (2003-05) |
| 2005 | 6.517  | 22,6 | 7 / 31  | 1   | 3r   | Coalició (2005-07) |
| 2005 | 6.517  | 22,6 | 7 / 31  | 1   | 3r   | Oposició (2007-09) |
| 2009 | 12.457 | 43,7 | 14 / 31 | 7   | 1r   | Coalició           |
| 2013 | 10.374 | 34,4 | 11 / 31 | 3   | 2n   | Oposició           |
| 2014 | 9.783  | 33,2 | 11 / 31 | =   | 2n   | Oposició (2014-16) |
| 2014 | 9.783  | 33,2 | 11 / 31 | =   | 2n   | Coalició (2016-18) |
| 2018 | 7.478  | 25,5 | 8 / 31  | 3   | 2n   | Oposició           |
| 2021 | 9.933  | 36,6 | 12 / 31 | 4   | 1r   | Coalició           |
| 2025 | 6,119  | 21.6 | 7 / 31  | 5   | 3r   | Per determinar     |

### Parlament de Dinamarca (Folketinget)
| Any  | Vots  | % Groenlàndia | Escons (Dinamarca) | Escons (Groenlàndia) | ±   |
| ---- | ----- | ------------- | ------------------ | -------------------- | --- |
| 1984 | 2.972 | 13,9 (3r)     | 0 / 179            | 0 / 2                | Nou |
| 1987 | 2.001 | 12,5 (3r)     | 0 / 179            | 0 / 2                | =   |
| 1988 | 3.628 | 17,3 (3r)     | 0 / 179            | 0 / 2                | =   |
| 1990 | 3.281 | 17,0 (3r)     | 0 / 179            | 0 / 2                | =   |
| 1998 | 4.988 | 21,4 (3r)     | 0 / 179            | 0 / 2                | =   |
| 2001 | 7.172 | 30,8 (1r)     | 1 / 179            | 1 / 2                | 1   |
| 2005 | 5.774 | 25,5 (2n)     | 1 / 179            | 1 / 2                | =   |
| 2007 | 8.068 | 32,5 (1r)     | 1 / 179            | 1 / 2                | =   |
| 2011 | 9.780 | 42,7 (1r)     | 1 / 179            | 1 / 2                | =   |
| 2015 | 7.904 | 38,5 (1r)     | 1 / 179            | 1 / 2                | =   |
| 2019 | 6.867 | 33,4 (1r)     | 1 / 179            | 1 / 2                | =   |
| 2022 | 4.852 | 24,6 (2n)     | 1 / 179            | 1 / 2                | =   |

1. ↑  Groenlàndia pot aconseguir dos diputats al Parlament de Dinamarca com a màxim.

### Eleccions locals
| Any  | Vots  | %    | Escons  | +/- |
| ---- | ----- | ---- | ------- | --- |
| 2008 | 6,590 | 27.2 | 21 / 72 | 15  |
| 2013 | 7,006 | 29.7 | 20 / 70 | 1   |
| 2017 | 8,117 | 32.4 | 26 / 81 | 6   |
| 2021 | 9,822 | 37.6 | 32 / 81 | 6   |